# József Szájer

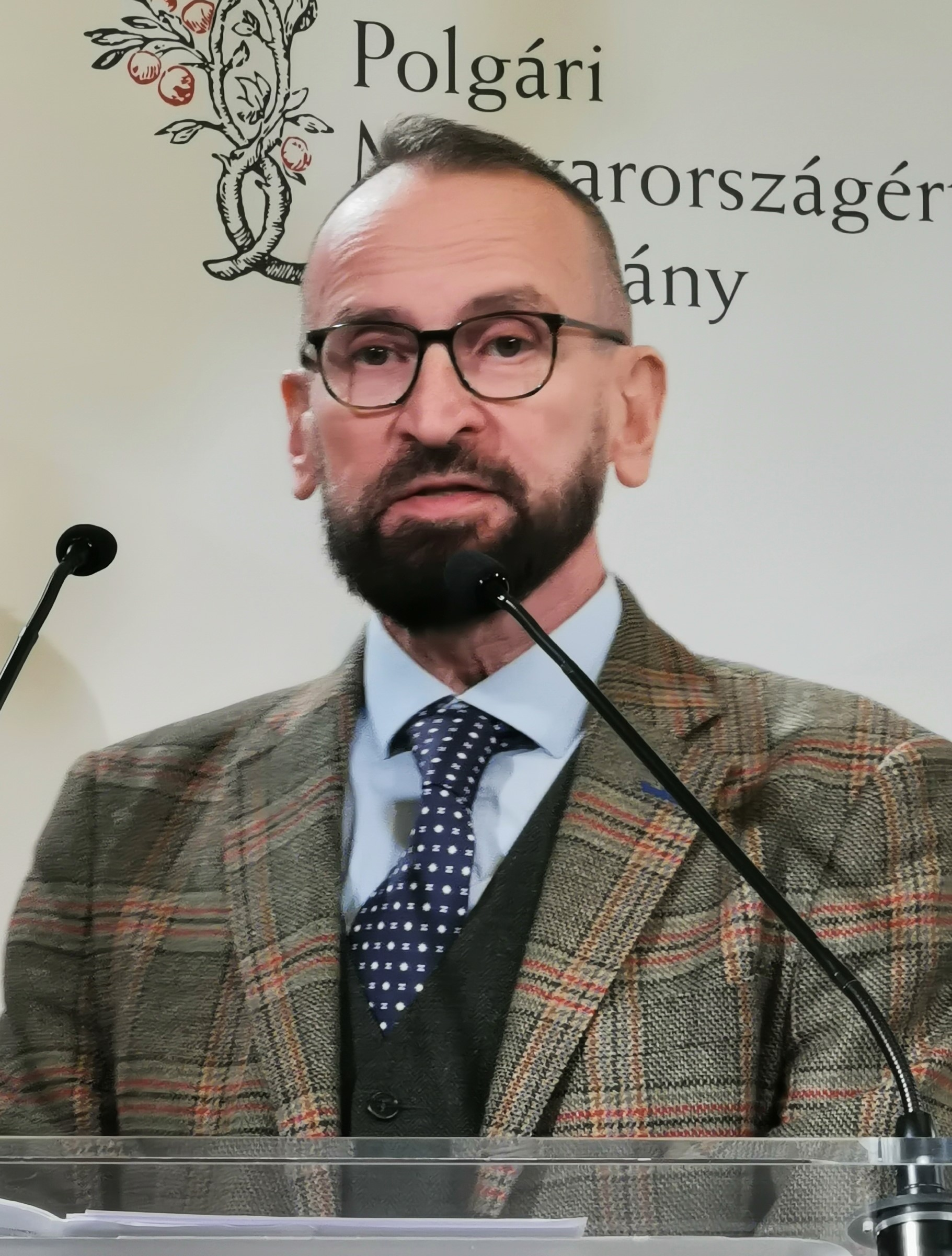
József Szájer (2024)

József Szájer [ˈjoːʒɛf ˈsaːjɛr] (* 7. September 1961 in Sopron) ist ein ungarischer Politiker. Er war ab 2004 Mitglied des Europäischen Parlaments für die rechtskonservative Partei Fidesz, die damals zur Fraktion der Europäischen Volkspartei gehörte. 2020 legte er sein Mandat als EU-Parlamentarier nieder und trat aus seiner Partei aus, nachdem er am 27. November desselben Jahres in Brüssel von der belgischen Polizei auf einer gegen die COVID-19-Auflagen verstoßenden Party aufgegriffen worden war.

## Ausbildung und Leben
József Szájer studierte bis 1986 an der Fakultät für Politikwissenschaften und Recht der Loránd-Eötvös-Universität in Budapest und war anschließend als Lehrkraft an dieser Universität tätig. József Szájer ist verheiratet. Seine Ehefrau ist Tünde Handó, Präsidentin des ungarischen Landesgerichtsamtes. Das Ehepaar hat eine Tochter.

## Politische Laufbahn

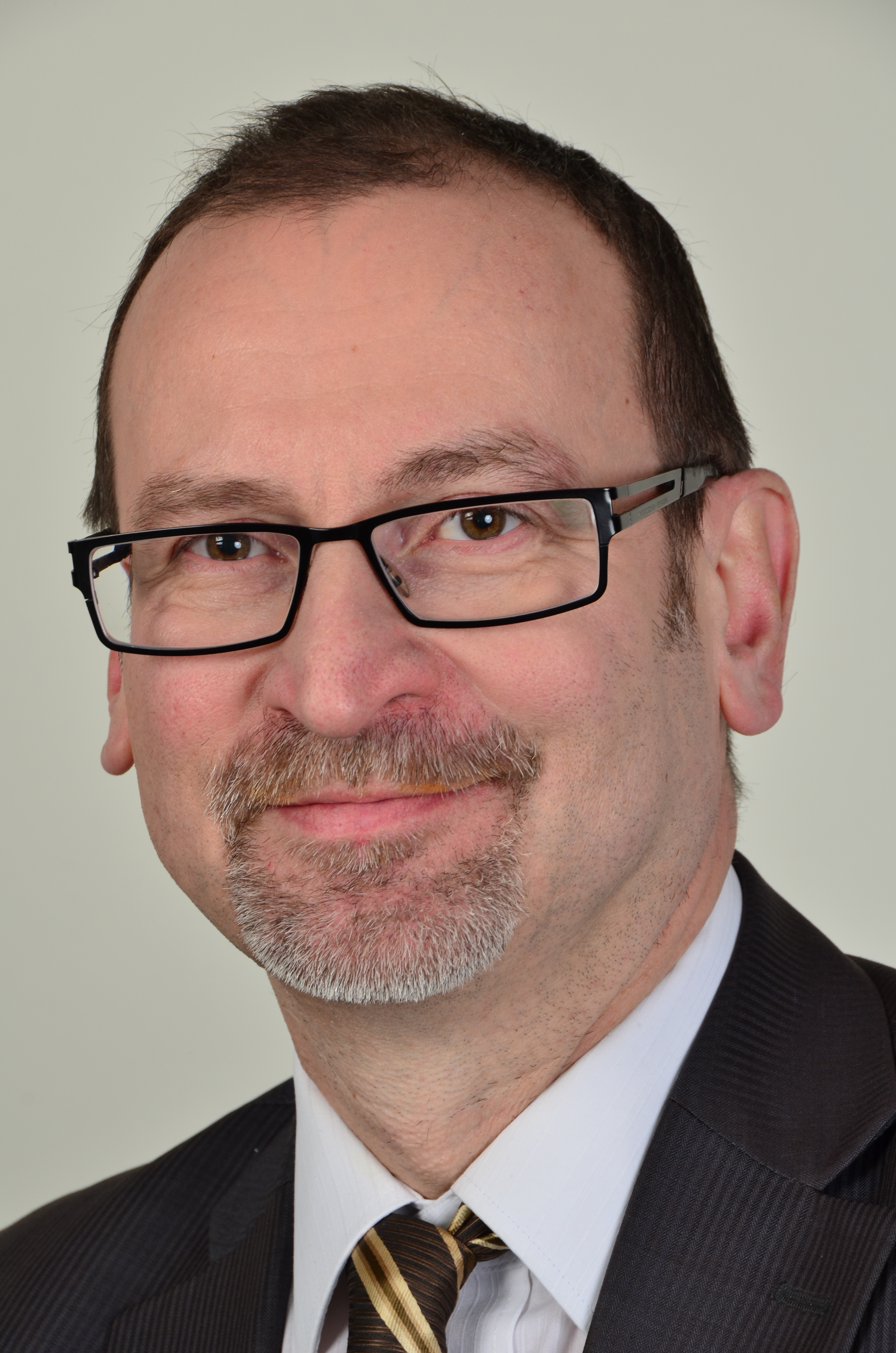
József Szájer (2014)

Er zählte 1988 zu den Gründungsmitgliedern der Fidesz-Partei. Von 1990 bis 1994 und von 2002 bis 2004 war er stellvertretender Fraktionsvorsitzender, von 1994 bis 2002 Fraktionsvorsitzender seiner Partei im ungarischen Parlament und von 1996 bis 2003 Vizepräsident der Partei. 2004 wurde er für Fidesz ins Europäische Parlament gewählt, wo er bis zu seinem Rücktritt die Position des stellvertretenden Vorsitzenden der Fraktion der Europäischen Volkspartei innehatte. Im Europaparlament hat er in den Ausschüssen für Rechtsfragen (ab 2004), Binnenmarkt und Verbraucherschutz (2004 bis 2007) und Verfassungsfragen (ab 2007) mitgewirkt, außerdem in den Delegationen des Europaparlaments für die Beziehungen zu den USA (ab 2009) und den Mercosur-Staaten (ab 2004).
Szájer war 2011 als Vorsitzender des Verfassungsausschusses maßgeblich an der Ausarbeitung der neuen ungarischen Verfassung beteiligt. Gleichzeitig war er Vorsitzender des nationalen Konsultationsausschusses, der die ungarische Bevölkerung mittels Fragebögen zu einzelnen Aspekten der neuen Verfassung befragte.
Szájer prägte die Politik der Fidesz-Partei über Jahre entscheidend mit. Er schrieb unter anderem an der Passage der ungarischen Verfassung über die Ehe als eine Verbindung ausschließlich zwischen Mann und Frau mit, was verhindert, dass in Ungarn gleichgeschlechtliche Lebensgemeinschaften juristisch gleichgestellt werden.

### Rücktritt
Mehrere belgische Medien sowie ungarische Investigativjournalisten berichteten, dass Szájer in Brüssel, gegen die Anti-Corona-Maßnahmen verstoßend, an einer privaten Homosexuellen-, Sex- und Drogenparty teilgenommen hatte, die von der Polizei aufgelöst worden war. Wegen der Corona-Auflagen durften sich zu diesem Zeitpunkt maximal vier Menschen treffen; auf der Veranstaltung waren aber um die 25 Personen. Anwohner hatten sich zuvor über Lärm beschwert und wegen mutmaßlichen Verstoßes gegen das Versammlungsverbot die Polizei gerufen. Als diese die Räumlichkeiten betrat, wurde Szájer bei einem Fluchtversuch aus dem Fenster über die Regenrinne gestoppt und zu seiner Wohnung begleitet, wo er sich mittels eines Diplomatenausweises identifizierte. In seinem Rucksack fanden sich nach Polizeiangaben Drogen. Die Polizei teilte mit, auch zwei andere Teilnehmer der Party hätten diplomatische Immunität geltend gemacht.
Szájer erklärte am 29. November 2020 seinen Rücktritt als Mitglied des Europäischen Parlaments per 31. Dezember 2020. Zuerst gab er an, der psychischen Belastung nicht mehr gewachsen zu sein, aber weiterhin die ungarische Regierung zu unterstützen. Wörtlich äußerte er: „Seit einiger Zeit ist die Teilnahme am täglichen politischen Kampf eine zunehmende mentale Belastung für mich, und diejenigen auf dem Schlachtfeld müssen sich in einem Kampfzustand befinden.“
Dann jedoch gab Szájer im Anschluss seine Anwesenheit vor Ort zu und entschuldigte sich bei seiner Familie, Kollegen und Wählern. Zugleich betonte er, dass er keine Drogen konsumiert oder besessen habe. Eine aufgefundene Ecstasy-Tablette gehöre nicht ihm und er wisse nicht, wer diese platziert habe. Er habe der Polizei angeboten, freiwillig einen Drogentest zu machen, das sei aber nicht geschehen.
Am 2. Dezember 2020 äußerte der ungarische Ministerpräsident Viktor Orbán, dass das Verhalten von Szájer „nicht kompatibel mit den Werten unserer politischen Gemeinschaft“ sei. Szájer habe daher seinen Parteiaustritt erklärt.

## Auszeichnungen
- 2000 – Ritter (KCMG) des Order of St Michael and St George
- 2010 – Ehrenbürger seiner Heimatstadt Sopron. Infolge seines Skandals gab er am 3. Dezember 2020 die Ehrenbürgerschaft zurück.[17]